# Tommaso Zonza
Tommaso Zonza (La Maddalena, 5 marzo 1757 – La Maddalena, 29 agosto 1842) è stato un militare italiano, decorato di Medaglia d'oro al valor militare e della Croce di Cavaliere dell'Ordine militare di Savoia nel corso del suo periodo di servizio nella Marina del Regno di Sardegna.

## Biografia
Nacque a La Maddalena, provincia di Sassari, il  5 marzo 1757, figlio di Giulio e Francesca Ornano. Nel 1776 si arruolò come marinaio di terza classe nella Marina del Regno di Sardegna, raggiungendo la qualifica di timoniere entro il 1787. L'11 luglio 1787 sposò la signorina Vincenza Aviggià (Avighja), da cui ebbe  nove figli, sei femmine e tre maschi. Durante il combattimento contro due sciabecchi barbareschi, avvenuto il 3 gennaio 1794, si trovava imbarcato a bordo della galea Santa Barbara in qualità di secondo comito (strappò la bandiera tunisina dallo sciabecco in fiamme). Rimasto ferito e ustionato nel combattimento, con Regio Viglietto del 31 marzo 1795 fu insignito della medaglia d'argento al valor militare. Promosso comito (nocchiere), si trasferì a bordo del brigantino San Vittorio.
Nel 1804, imbarcato come nocchiere nella mezza galera Il Falco, partecipò alla spedizione contro il santuario barbaresco tunisino di Porto Farina (attuale Gare el Melh). Tale operazione di “difesa preventiva”, fu voluta dall'ammiraglio Giorgio Andrea Agnès des Geneys per dare una dimostrazione di forza ai corsari barbareschi. Il combattimento avvenne il 15 agosto e portò alla cattura di  una galeotta e di un felucone tunisini. Promosso primo nocchiere, nel 1810, imbarcato sulla mezza galera  Il Falco ottenne la promozione al grado di pilota.
Il 27 agosto 1811 prese parte al combattimento sostenuto dalle mezze galere Aquila e Il Falco, dallo sciabecco Generoso e dal lancione Sant'Efisio (di cui era comandante), presso  Capo Malfatano contro tre navi tunisine (un felucone, una galeotta a una feluca).   Con Regio Viglietto del 27 agosto 1811 venne decorato della medaglia d'oro al valore militare per la salda fermezza a la bravura dimostrata nel fatto d'arme che portò alla cattura di due delle navi tunisine. Nei primi di novembre del 1816, con una cerimonia presieduta a La Maddalena dal maggiore di fanteria delle Regie Armate e Comandante delle Isole Intermedie Agostino Millelire, delegato direttamente dal viceré di Sardegna Giacomo Pes di Villamarina, fu decorato della Croce di Cavaliere dell'Ordine militare di Savoia. Su ordine di Des Geneys il 23 giugno 1818 assunse il comando dello scorridore Il Lampo, avente un equipaggio di 15 persone. Il 14 febbraio 1827 fu posto a riposo con una pensione annua di 720 lire. Nel luglio 1833 ritornò in servizio come sostituto adminterim del luogotenente di porto, Antonio Zicavo, facente funzioni di Capitano del Porto e Comandante di Marina a La Maddalena, ritornato in Piemonte per motivi di salute. Dopo la morte di Zicavo, avventa l'anno successivo, lo sostituì nell'incarico. Si spense a La Maddalena il 29 agosto 1842.

### Annotazioni
1. ↑  Oltre a Tomaso Zonza ricevettero tale onorificenza il tenente di vascello Domenico Millelire, il nocchiere col grado di piloto Cesare Zonza, il capo cannoniere Francesco Zucchitta ed il marinaio Antonio Alibertini.

### Fonti
1. 1 2 3 4 5 6 7  Ilari, Shamà 2008, p. 524.
2. ↑  Marina Difesa.
3. 1 2 3 4 5 6 7 8 9 10 11 12 13  La Maddalena.
4. ↑  Prasca 1892, p. 96.
5. ↑  Medaglie d'oro al valor militare sul sito della Presidenza della Repubblica